# Phthiracarus scitus
Phthiracarus scitus är en kvalsterart som beskrevs av Wojciech Niedbała 1983. Phthiracarus scitus ingår i släktet Phthiracarus och familjen Phthiracaridae. Inga underarter finns listade i Catalogue of Life.